# Dennis Antamo
Dennis Antamo (Linköping, 18 februari 1982) is een Fins voetbalscheidsrechter, die werd geboren in Zweden. Hij is in dienst van FIFA en UEFA sinds 2012. Ook leidt hij wedstrijden in de Veikkausliiga. Hij maakte zijn debuut in de hoogste afdeling van het Finse voetbal op 18 juni 2010 bij het competitieduel JJK Jyväskylä–IFK Mariehamn (0-2), toen hij vier gele kaarten uitdeelde. Antamo was de leidsman van de finale van Finse beker 2015.

## Statistieken
| Seizoen | Competitie    | Duels | Kaarten    | Kaarten                                    | Kaarten     | Pen. |
| Seizoen | Competitie    | Duels | Kreeg geel | Kreeg voor de tweede keer geel en dus rood | Weggestuurd | Pen. |
| ------- | ------------- | ----- | ---------- | ------------------------------------------ | ----------- | ---- |
| 2017    | Veikkausliiga | 20    | 69         | 2                                          | 2           | 4    |
| 2016    | Veikkausliiga | 22    | 68         | 1                                          | 3           | 2    |
| 2015    | Veikkausliiga | 19    | 51         | 1                                          | 1           | 2    |
| 2014    | Veikkausliiga | 26    | 67         | 0                                          | 2           | 4    |
| 2013    | Veikkausliiga | 22    | 85         | 1                                          | 3           | 8    |
| 2012    | Veikkausliiga | 21    | 60         | 1                                          | 2           | 4    |
| 2011    | Veikkausliiga | 18    | 56         | 0                                          | 4           | 6    |
| 2010    | Veikkausliiga | 5     | 15         | 0                                          | 0           | 0    |
| Totaal  | Totaal        | 153   | 471        | 6                                          | 17          | 30   |